# みなし配当
みなし配当（みなしはいとう）とは、会社法上の配当には当たらないものの経済的実態が利益配当と異ならないことから、法人税法24条1項及び所得税法25条1項並びに所得税法施行令61条1項により、発行会社の「資本金等の額又は連結個別資本金等の額のうちその交付の基因となった株式又は出資に対応する部分の金額を超えるときは、その超える部分の金額に係る金銭その他の資産配当として課税される」こともある、会社法上の配当に類似したもの。配当は、通常、過去の利益の蓄積でもある利益剰余金を原資とするのが一般的であるが、不況など業績悪化で利益剰余金が減少している場合に、資本剰余金からみなし配当を行う発行会社が増える傾向にある。

## みなし配当の発生要因
みなし配当の発生は、主に以下のようなコーポレートアクションが発生した場合に起こりうる。
以下にみなし配当発生の主な要因を挙げる。
1. 会社合併[注 2][1]
2. 分割型分割[注 3]
3. 資本若しくは出資の減少[注 4]又は解散による残余財産の分配[1]
4. 株式の消却[注 5]
5. 自己株式の取得[注 6][1]
6. 社員の退社又は脱退による持分の払戻し[1]

2005年の会社法施行により、個人投資家に支払われる配当金について、配当原資が利益剰余金なのか資本剰余金なのかによって、源泉徴収の額が変わることになった。利益剰余金から支払われる配当金は源泉所得税の課税対象になるが、資本剰余金からの「配当」が実施された場合、税務上は配当所得ではなく譲渡所得に分類され、払い込んだ出資金の一部譲渡とみなされる（みなし譲渡）。